# FN BRG-15
Das FN BRG-15 war ein schweres Maschinengewehr, das von der Fabrique Nationale de Herstal als möglicher Ersatz für das Browning-Maschinengewehr M2HB Kaliber .50, entwickelt wurde.

## Geschichte
Im Oktober 1983 wurde bekannt gegeben, dass FN einen leistungsfähigeren Ersatz für das M2HB im Kaliber 12,7 × 99 mm NATO entwickeln wollte. Dieses sollte leichtere gepanzerte Fahrzeuge besser bekämpfen können. Tatsächlich sollte es in Wirklichkeit ein westliches Äquivalent zum sowjetischen KPV-Maschinengewehr werden. FN wählte zunächst die 20mm Hispano-Suiza HS 404 (20 × 110 mm) als Basis und reduzierte den Hals der Flaschenhalshülse auf 15 mm. Die Hülse selbst wurde auf 115 mm verlängert, sodass das Kaliber 15 × 115 mm herauskam.
Die Waffe und die dazugehörige Munition hatten eine langwierige Entwicklung. Letztendlich wurde auf Grund des schnellen Laufverschleißes und der fehlenden Präzision die 15 × 115 mm Munition fallen gelassen. Stattdessen wurde das Kaliber auf 15,5 mm erhöht und die Hülse auf 115 mm verlängert. Dieses neue Kaliber 15,5 × 115 mm war stand intern (von FN) in Konkurrenz zu einem anderen Ansatz. Dieser sah vor, das Kaliber 14,5 × 114 mm auf 15 mm bzw. 15,5 mm aufzuweiten. Dieser Ansatz wurde aber auch fallen gelassen, sodass es bei der 15 × 106 mm blieb.
Es wurde eine ungewöhnliche doppelte Munitions-Zufuhrvorrichtung verwendet, bei der der Gliedermunitionsgürtel sowohl von rechts als auch von links zugeführt wurde. Die verbrauchten Patronenhülsen wurden, wie bei der späteren FN P90, aus dem Boden des Maschinengewehrs herausgeschleudert. Das für das BRG-15 entwickelte Schnellwechselrohrsystem, wurde später für die Verwendung in einer aktualisierten Version des M2HB angepasst und verwendet.
Das Projekt wurde Anfang der 1990er Jahre abgebrochen. Ein Grund war der Wegfall der Sowjetunion als Gegner der NATO und die damit einhergehenden schlechteren Verkaufsaussichten (ähnlich H&K G11). Ein weiterer waren die Entwicklungsarbeiten an der FN P90.